# Кук, Баден
Баден Кук (англ. Baden Cooke, род. 12 октября 1978 в Беналле, Виктория Австралия) — австралийский трековый и профессиональный шоссейный велогонщик. Победитель очковой классификации Тур де Франс 2003 года. Участник летних Олимпийских игр 2004 года.

## Победы на треке
2000
- Чемпион Австралии в мэдисоне

## Победы на шоссе
| 2000 - Геральд Сан Тур — этапы 4, 5, 9 и критериум 2001 - Тур де л'Авенир — этапы 6, 10 и очковая классификация 2002 - Геральд Сан Тур — этапы 2, 4 и генеральная классификация - Париж — Коррез — этап 1 и генеральная классификация - Дварс дор Фландерен - Тро-Бро Леон - Гран-при Миди Либре — этап 1 - Круг Лотарингии — этап 8 2003 - Чемпионат Фландрии - Гран-при Фурми - Тур Даун Андер — этапы 1 и 4 - Тур де Франс — этап 2 и очковая классификация - Тур Швейцарии — этап 9 - Тур Средиземноморья — этап 3 2004 - Классическая серия Залива — генеральная классификация - Марсельское гран-при Открытия - Геральд Сан Тур — этапы 2, 3 и 5 - Тур Средиземноморья — этапы 1 и 3 - Три дня Де-Панне — этап 2 - Тур Даун Андер — этап 6 и 3-е место в общем зачёте | 2005 - Геральд Сан Тур — этапы 4 и 5 - Тур Польши — этап 1 2006 - Марсельское гран-при Открытия - Халле — Ингойгем - Велогонка Мира — этап 1 - Тур Валлонии — этап 5 2007 - Чемпионат Фландрии - Тур Даун Андер — этап 3 - Этуаль де Бессеж — этап 2 2008 - Классика Алькобендаса и Вильяльбы — этап 2 - Классическая серия Залива — этап 1 - Геральд Сан Тур — этап 3 2009 - Геральд Сан Тур — этап 4 2010 - Классическая серия Залива — этап 4 |

## Статистика выступлений наГранд Турах
| Гранд Тур | 2002 | 2003 | 2004 | 2005 | 2006 | 2007 | 2008 | 2009 | 2010 | 2011 | 2012 | 2013 |
| --------- | ---- | ---- | ---- | ---- | ---- | ---- | ---- | ---- | ---- | ---- | ---- | ---- |
| Джиро     | -    | -    | -    | сход | -    | -    | -    | -    | сход | -    | -    | -    |
| Тур       | 127  | 140  | 139  | 142  | -    | -    | сход | -    | -    | -    | 117  | -    |
| Вуэльта   | -    | -    | -    | -    | -    | -    | -    | -    | -    | -    | -    | сход |